# Trélon
Trélon ist eine französische Gemeinde mit 2642 Einwohnern (Stand 1. Januar 2022) im Département Nord in der Region Hauts-de-France. Sie gehört zum Arrondissement Avesnes-sur-Helpe und zum Kanton Fourmies.

## Lage
Die Gemeinde Trélon liegt im Regionalen Naturpark Avesnois, vier Kilometer westlich der Grenze zu Belgien und 15 Kilometer nördlich von Hirson. Im Norden reicht das Gemeindegebiet bis zum hier zum Lac du Val Joly aufgestauten Fluss Helpe Majeure. Umgeben wird Trélon von den Nachbargemeinden Liessies im Norden, Eppe-Sauvage im Norden und Nordosten, Moustier-en-Fagne im Nordosten, Wallers-en-Fagne im Osten, Ohain im Südosten, Fourmies im Süden, Glageon im Westen sowie Sains-du-Nord und Ramousies im Nordwesten.

## Geschichte
Trélon ist ohne Zweifel eine alte Siedlung, da man Funde aus römischer Zeit, darunter Medaillen der Kaiser Augustus und Domitian, gefunden hat. Die bekannte Geschichte Trélons ist eng mit der seiner damaligen Burg (heute Schloss Trélon) verbunden, die ab dem 12. Jahrhundert dem Haus Avesnes gehörte. Erbaut wurde sie von Gauthier d’Avesnes und fiel nacheinander in die Hände Frankreichs, Burgunds und Spaniens. 1478 wurde sie von Philipp von Kleve-Ravenstein, 1543 von Franz I. belagert. 1552 wurde sie von Anne de Montmorency für Heinrich II. erobert, geriet aber anschließend in die Hände von Soldaten, die Franzosen überfielen und ausraubten. 1637 wurde die Burg von Jacques d’Estampes belagert, 1651 vom General Rosen. 1659 wurden Trélon und seine Umgebung durch den Pyrenäenfrieden endgültig französisch. 
Im 16. Jahrhundert heiratete Louise de Blois den Baron Louis de Merode, dessen Nachfahren noch heute das Schloss Trélon bewohnen, das 1701 anstelle der alten Burg errichtet wurde. Dieses Schloss wurde während der Französischen Revolution teilweise zerstört und um 1860 im Stil Louis-treize aus- und umgebaut.
1887 wurde in Trélon der Komponist und Organist Paul de Maleingreau geboren.

### Bevölkerungsentwicklung
| Jahr                       | 1962 | 1968 | 1975 | 1982 | 1990 | 1999 | 2006 | 2013 | 2021 |
| Einwohner                  | 3200 | 3214 | 3438 | 3166 | 2923 | 2828 | 2965 | 2916 | 2679 |
| Quellen: Cassini und INSEE |      |      |      |      |      |      |      |      |      |

## Sehenswürdigkeiten
- Schloss Trélon aus dem 18. und 19. Jahrhundert
- Glasmuseum (Musée sur le verre)
- Ehemalige Mühle (18. Jahrhundert)
- Maison de maître, 1786
- Maison Ténart, 1936, Jugendstil
- Kirche Saint-Léger (16. Jahrhundert)
- ehemaliger Karmelitenkonvent, gegründet 1625 von Philipp Eugen von Merode
- Kapelle Saint-Roch, Kapelle Grand-Dieu und weitere kleine Kapellen und Oratorien
- Wasserturm

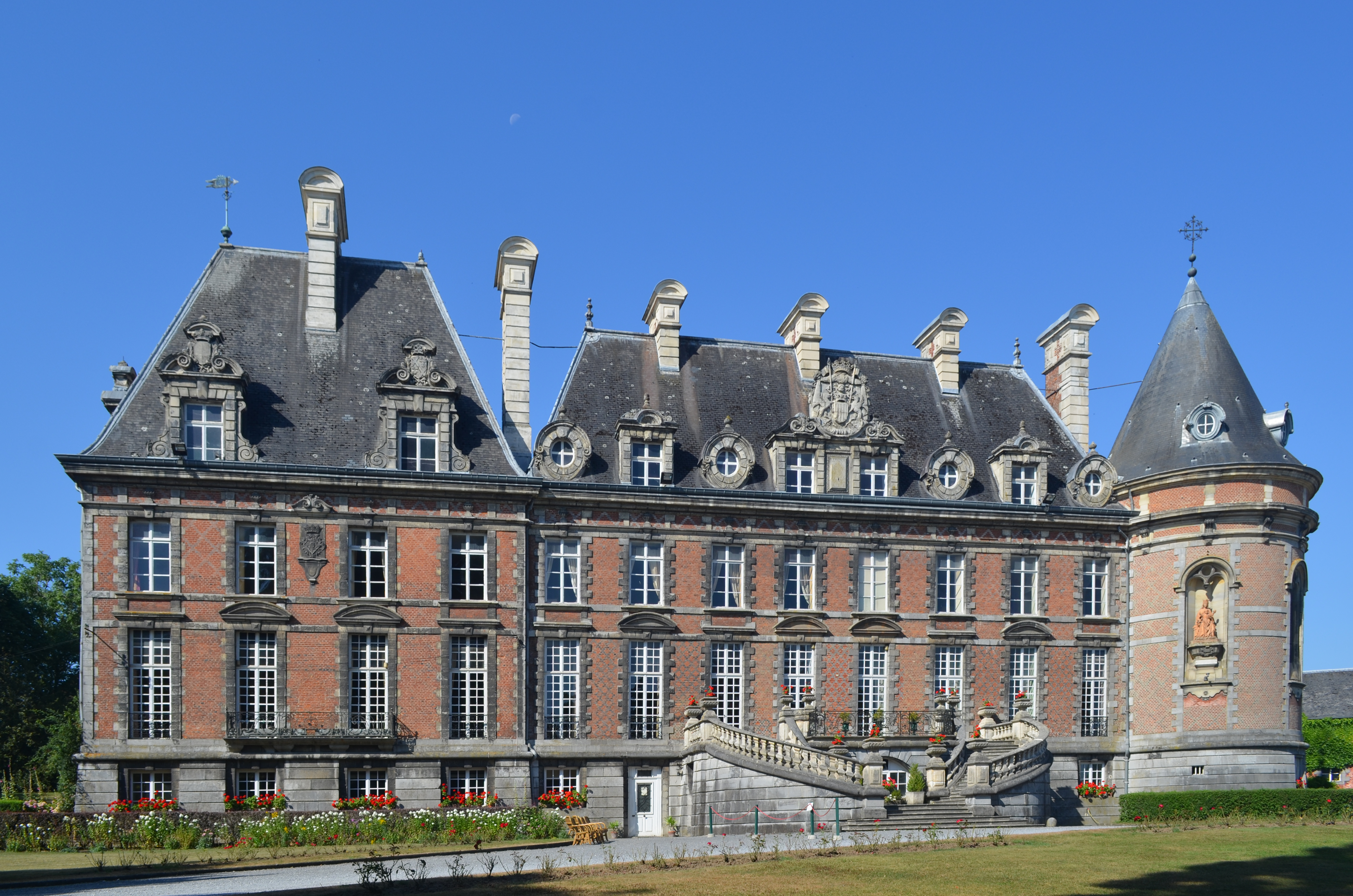
Schloss
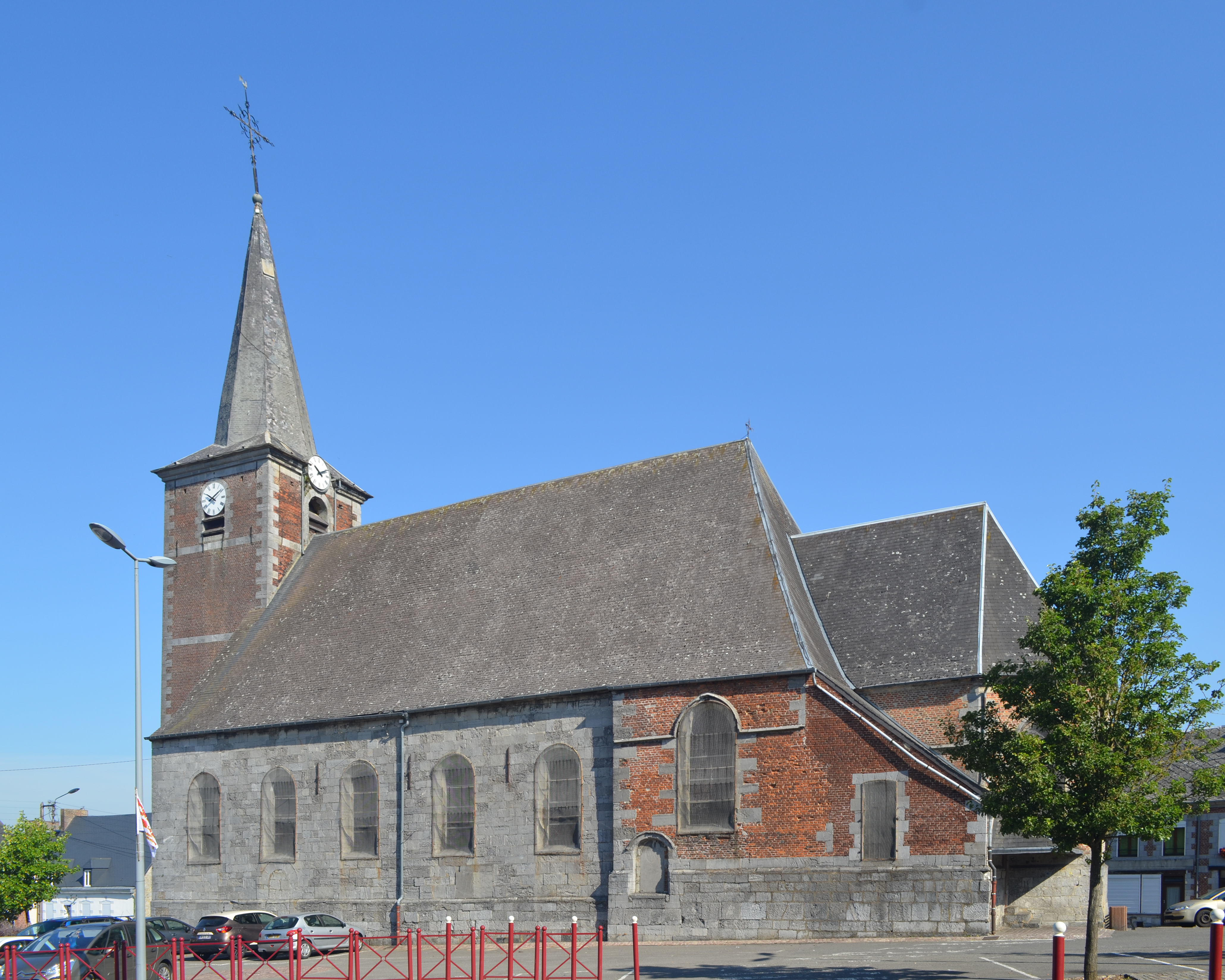
Kirche Saint-Léger
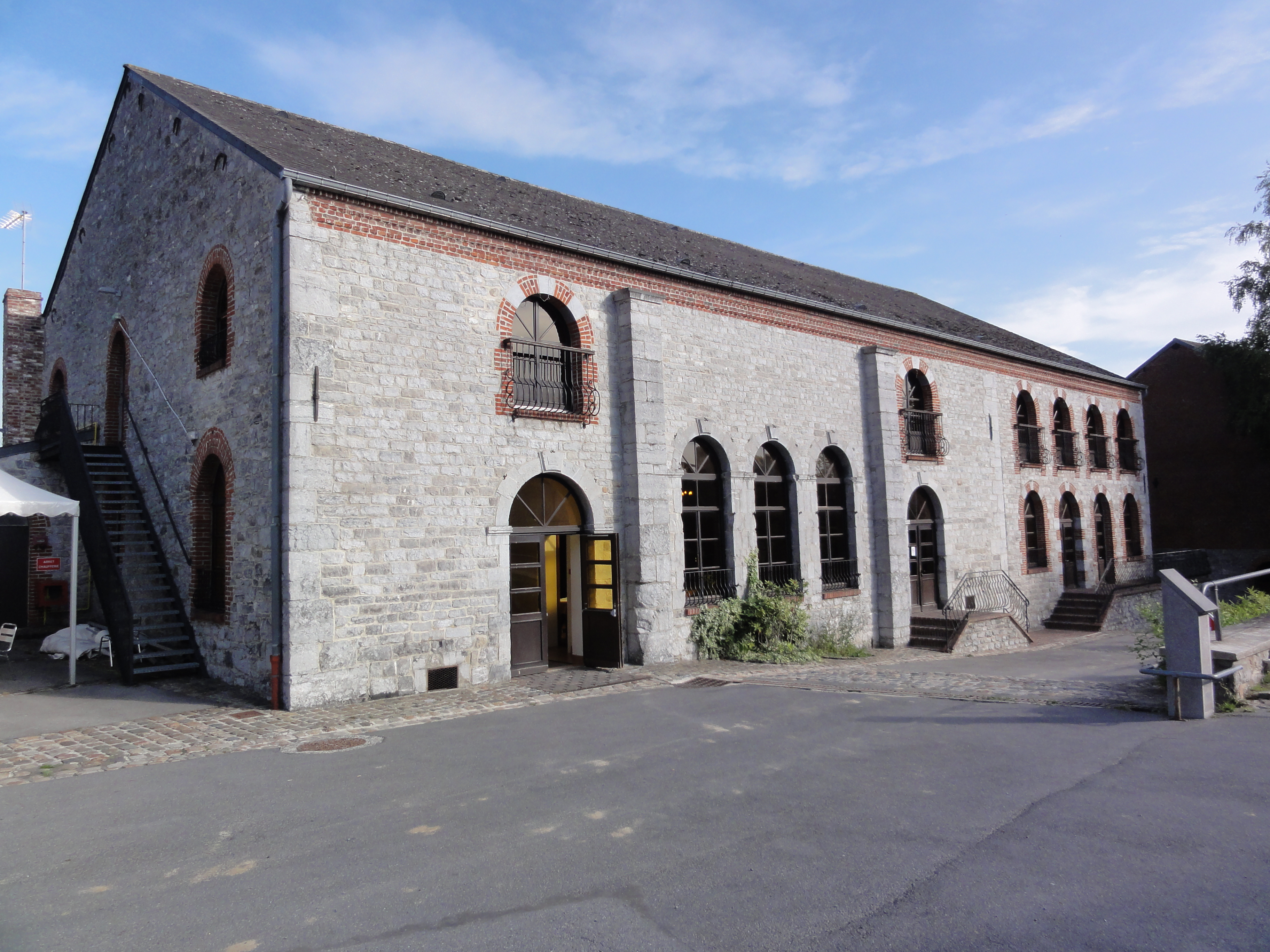
Glasmuseum
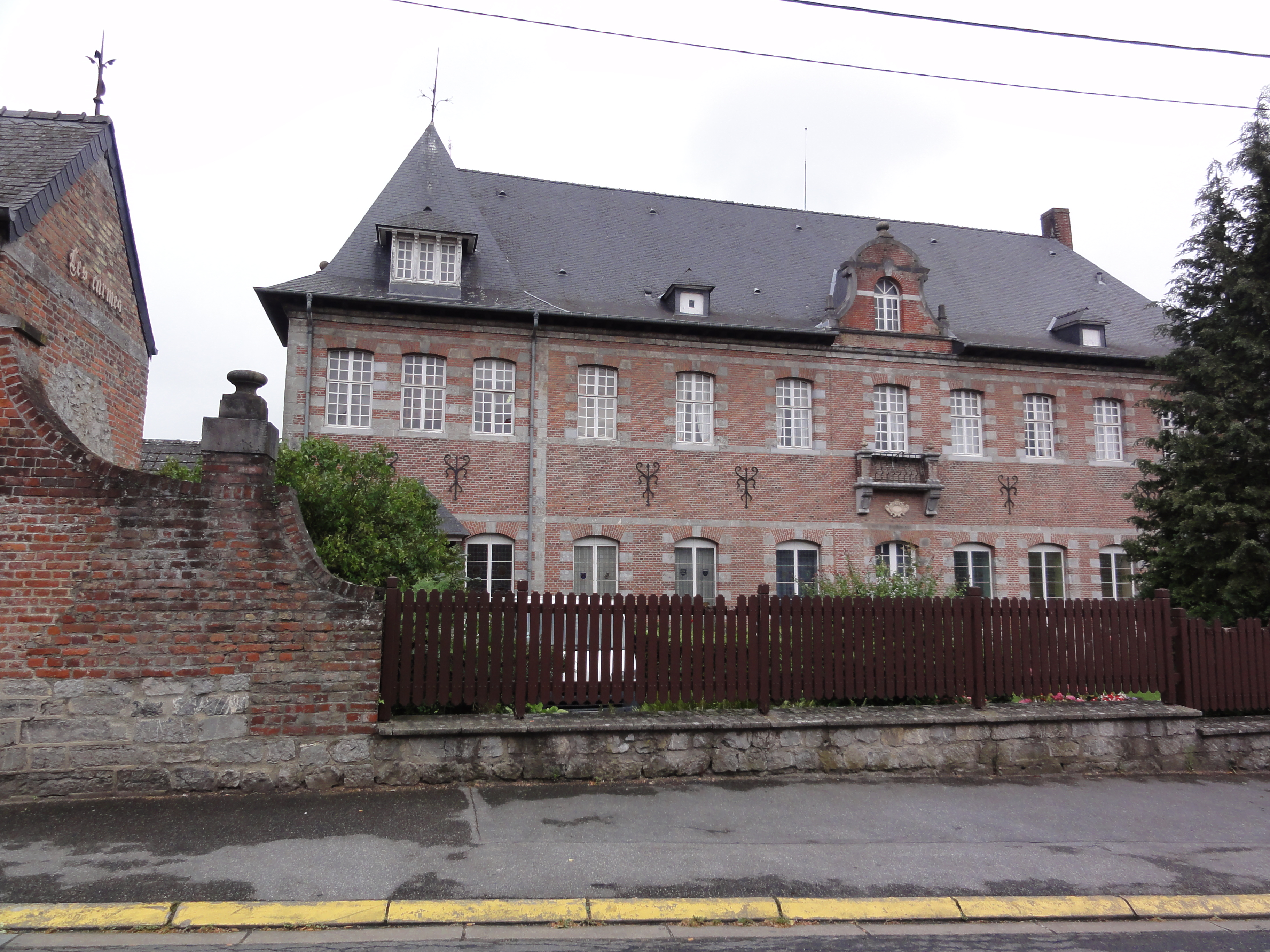
Ehemaliges Karmelitenkloster
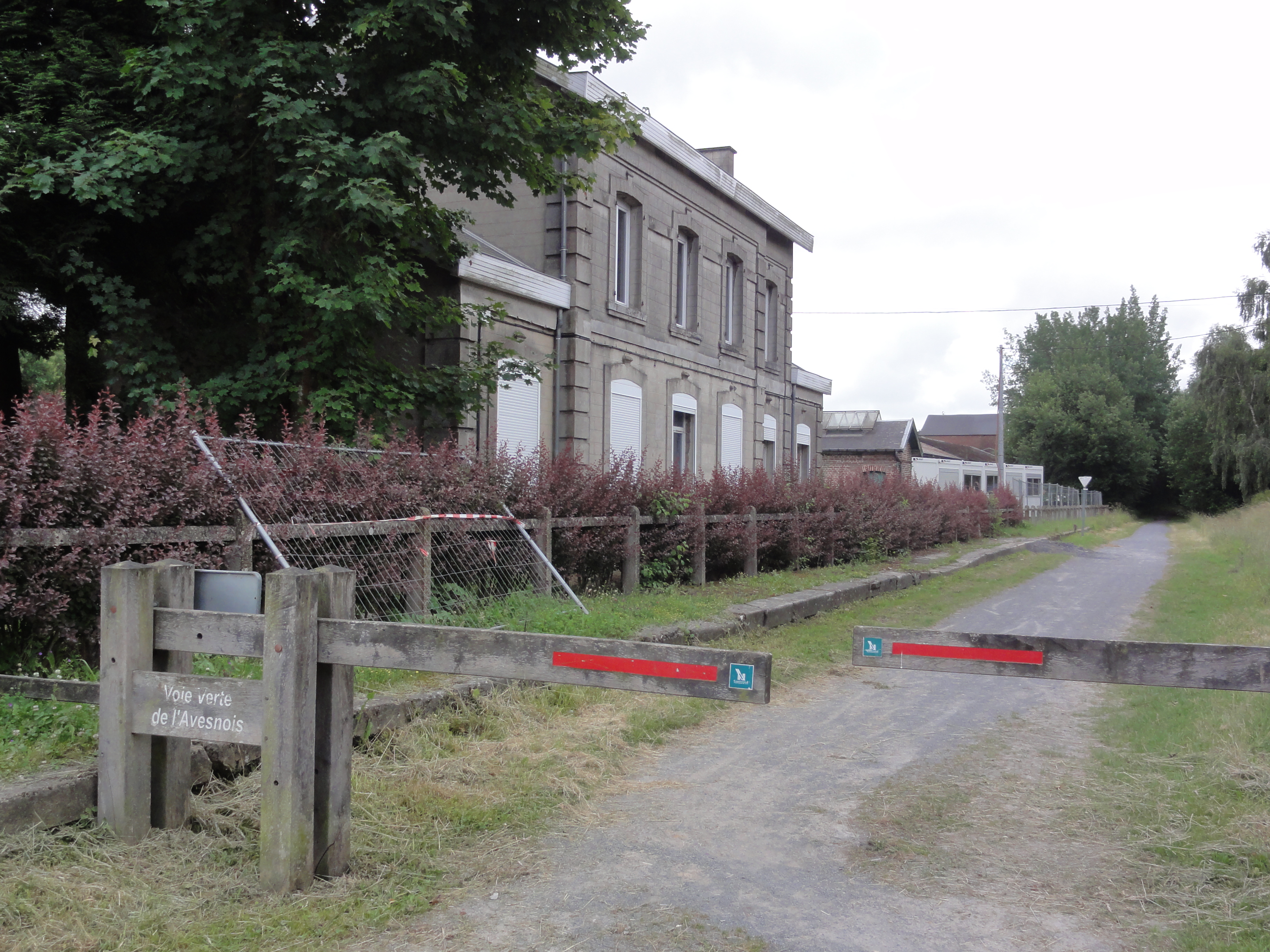
Ehemaliger Bahnhof
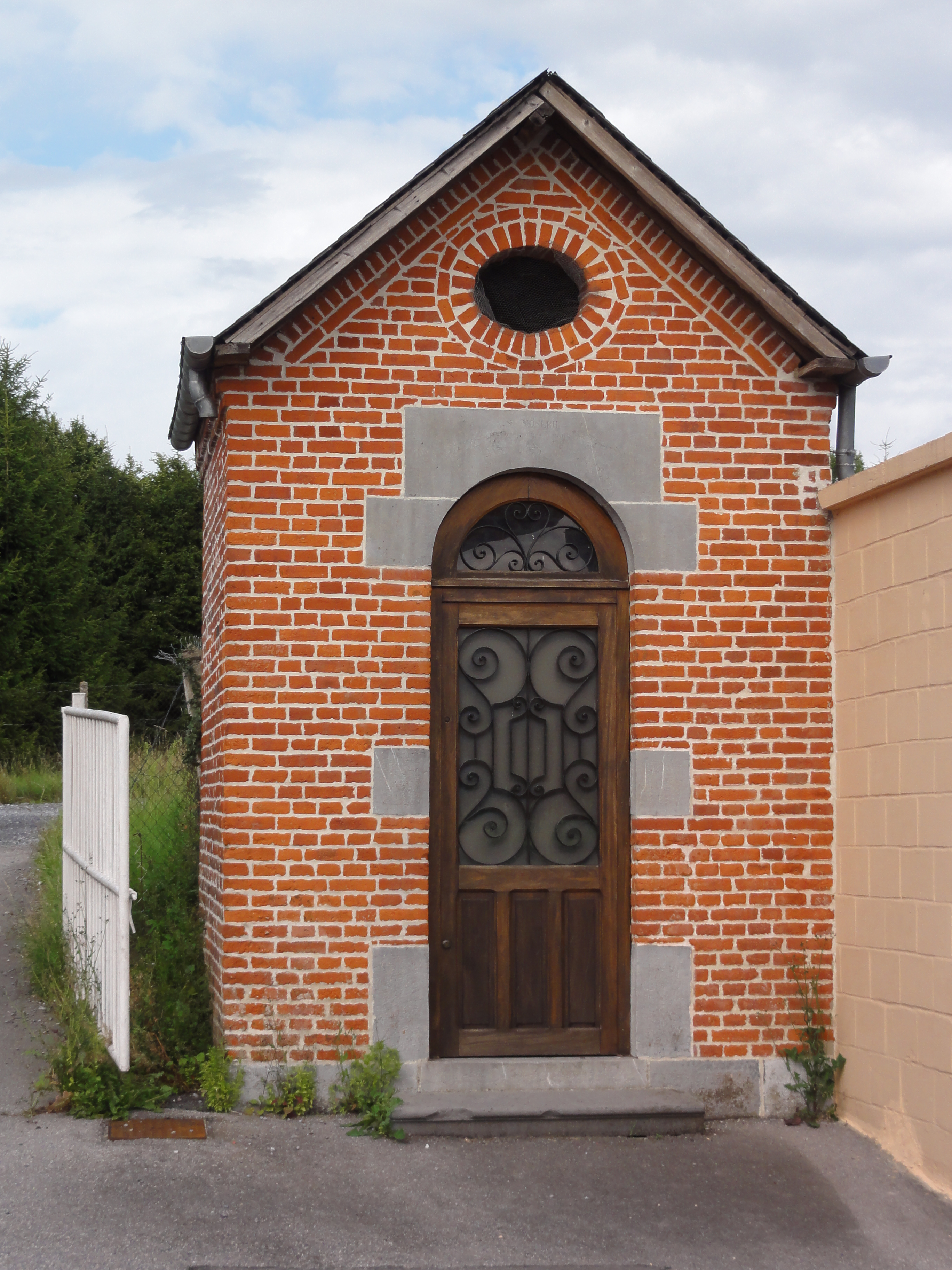
Eine der zahlreichen kleinen Kapellen in Trélon